# Свещенство
Свещенство, хиротония или ръкополагане е посвещение на християнски свещенослужители в духовен сан, едно от църковните тайнства. Хиротония се нарича единствено посвещаването в епископски сан, а ръкополагането означава посвещението на свещеника.

## Свещенството в православната църква
В православната църква съществуват три степени на свещенството, най-ниската от които е дякон. Следва презвитер (свещеник, йерей), а най-висшата степен на свещенството е епископ (архийерей). Дяконът може да служи, но само като помага на свещеника по време на светите тайнства. Той няма право да извършва сам тайнствата.
След посвещението в свещеник (йерей), новопосветеният получава правото да извършва повечето от тайнствата, като тайнството на брака (венчание), свето кръщение, миропомазание покаяние и изповед, елеосвещение. Посвещението в сан на свещеник (йерей) задължително се извършва от архиерей, а на архиерей най-малко двама архиерей.
Преди да бъде ръкоположен дяконът се изповядва, дава покаяние за греховете си през целия си живот. След тази изповед духовникът говори с архиерея достоен ли е човекът за свещенически сан, или такъв му се отказва. Свещенически сан се придобива по време на литургия. Посвещаваният в тайнството обикаля три пъти около престола, след това спира пред престола, пада на колене и полага глава на него, а архиереят полага омофор и ръка върху главата му (от тук идват и термините ръкополагане, ръкоположен), което означава, че на посветения му е възложена ръката на Христос, за да чете определени молитви и да служи на Бога.
След самия ритуал архиереят връчва на свещеника неговите атрибути за служби като епитрахил, осветен кръст и служебник и провъзгласява „Аксиос“ (от гръцки, достоен), на което свещеникът и присъстващите на тайнството отговарят три пъти „Аксиос“.
След приемането на сана, ръкоположеният трябва да обещае на себе си, че задължително ще служи на Бога и на хората, както и Христос е служил по време на земния си път.
Ръкополагането в епископски сан в съвременната практика на православната църква обикновено се осъществява от няколко епископи. По време на тайнството върху главата на новопосветения епископ се полага разтворено евангелие, което държат в ръце всички присъстващи архиереи.
В православната църква всички свещенослужители дават монашески обет, с изключение на дяконите и свещениците, които имат право на един брак. Свещениците имат право да се женят, но не и след като вече са приели свещеническия сан. Честа практика в миналото е било овдовелият свещеник да става монах, като полага целибат (обет за въздържание от сексуални контакти).

## Свещенството в католическата църква
В Католическата църква, както и в Православната, съществуват три степени на свещенството — дякон, свещеник и епископ. Правото да ръкополага има само епископ. Главното в ритуала е, че епископът поставя ръката си върху новопосветения и с молитва призовава Светия дух.